# Kính viễn vọng Hồng ngoại Vương quốc Liên hiệp Anh
Kính thiên văn Hồng ngoại Anh quốc viết tắt là UKIRT (United Kingdom Infra-Red Telescope), là một kính thiên văn phản xạ hồng ngoại, có kích cỡ 3,8 mét (150 inch), làm việc ở vùng bước sóng 1 đến 30 μm thuộc dải hồng ngoại.
UKIRT là thiết bị lớn thứ hai cùng loại trên thế giới. UKIRT thuộc sở hữu của Hội đồng Thiết bị Khoa học và Công nghệ Anh quốc (United Kingdom Science and Technology Facilities Council).
Đến năm 2014 UKIRT được vận hành ở Trung tâm Thiên văn học chung ở Hilo, đặt trên đỉnh Mauna Kea, Hawaii, và là một phần của Đài thiên văn Mauna Kea. UKIRT hiện đang được NASA tài trợ, và hoạt động theo Hiệp định hợp tác khoa học giữa Phòng thí nghiệm Công nghệ Tiên tiến Lockheed Martin, Đại học Hawaii, và Đại học Arizona. Kính thiên văn dự kiến ngừng hoạt động trong tương lai gần, như là một phần của kế hoạch quản lý toàn diện Mauna Kea .